# Ultima Underworld
Ultima Underworld ist der Name einer Computer-Rollenspielreihe, die ursprünglich von Looking Glass Studios entwickelt wurde und zu den frühen Pionieren der 3D-Grafik in Computerspielen zählt. Die ersten beiden Titel wurden – hauptsächlich aus Vermarktungsgründen – als Ableger der Ultima-Spielreihe von Origin Systems beworben. Der erste Teil wurde jedoch ursprünglich als eigenständiges Werk konzipiert und erst nach Erwerb der Vermarktungsrechte durch Origin an das Ultima-Universum angepasst. Mit dem dritten Teil wurde die Verbindung wieder gelöst.

## Beschreibung
Anfang der 1990er gründete der ehemalige Origin-Mitarbeiter Paul Neurath im Umfeld des Massachusetts Institute of Technology (MIT) sein Entwicklungsunternehmen Blue Sky Productions, das sich später in Looking Glass Studios umbenannte. Sein Ziel war die Entwicklung eines Rollenspiel mit in Echtzeit berechneter 3D-Grafik im Stil von Dungeon Master. Zusammen mit einigen jungen Absolventen des MIT entwickelte er einen Prototyp, der auf der Consumer Electronics Show vorgestellt wurde. Neuraths ehemaliger Arbeitgeber erwarb daraufhin die Vermarktungsrechte und veröffentlichte die ersten beiden Teile Anfang der 1990er-Jahre als Ableger seiner Ultima-Reihe hauptsächlich für den IBM PC, in Japan auch für die PlayStation und den FM Towns.
Innerhalb des Ultima-Universums findet der erste Teil, The Stygian Abyss (1992), am Ende des Zeitalters der Erleuchtung (englisch Age of Enlightenment), nach Ultima VI und vor Ultima VII, statt. Der zweite Teil, Labyrinth of Worlds (1993), spielt im Zeitalter des Armageddon (englisch Age of Armageddon), ein Jahr nach den Ereignissen von Ultima VII. Anders als die meisten Ultima-Spiele wird Underworld aus der Ich-Perspektive gespielt.
Anfang der 2000er bemühte sich der französische Entwickler Arkane Studios erfolglos um eine Genehmigung für die Entwicklung eines Nachfolgers für die Underworld-Reihe. Das Spiel wurde stattdessen 2002 als eigenständiges Werk unter dem Titel Arx Fatalis für Windows und die Spielkonsole Xbox veröffentlicht. Der im Januar 2011 veröffentlichte Quelltext der Spiele-Engine ermöglichte die Portierung auf weitere Betriebssysteme, sodass diese seit April 2012 als „Arx Libertatis“ auch auf den Betriebssystemen FreeBSD, Linux und macOS lauffähig ist. Der Besitz des Originalspiels ist jedoch Voraussetzung.
Mitte 2015 wurde über die Crowdfunding-Plattform Kickstarter ein Nachfolger finanziert, der ursprünglich im November 2016 als Underworld Ascendant hätte erscheinen sollen, sich jedoch zum versprochenen Termin auf unbestimmte Zeit verzögerte. Am 17. August 2017 wurde die Partnerschaft mit 505 Games als Publisher bekannt gegeben. Am 15. November 2018 erschien die PC-Version für Windows. Das von Serienschöpfer Paul Neurath zusammengestellte Entwicklerteam OtherSide Entertainment einigte sich hierfür mit Markeninhaber Electronic Arts auf die Herauslösung der Reihe aus dem Ultima-Universum, um das Spiel auch inhaltlich als Nachfolger zu den bisherigen Underworld-Teilen veröffentlichen zu können. Der Namenszusatz Ultima entfällt dadurch. Zeitlich gesehen spielt Underworld Ascendant einige Generationen nach den Ereignissen des ersten Teils von Ultima Underworld, in dem das Stygian Abyss am Ende zerstört wurde. Aus dessen Ruinen hat sich im Laufe der Zeit ein neues und somit anderes Abyss mit teilweise neuen Einwohnern gebildet. Das Spiel hat bei der Veröffentlichung 2018 durchwegs schlechte Kritiken erhalten, da es als unfertig und fehlerhaft wahrgenommen wurde. Versionen für die PlayStation 4 und die Xbox One erschienen 2019 ebenso wie die versprochenen Linux- und Mac-Versionen, die PC-Version für Windows erhielt einige Updates. Viele Unterstützer der Kickstarter-Kampagne halten das Spiel jedoch nicht für das, was ursprünglich versprochen wurde.